# Richard Fischer (Architekt)
Jacob Richard Fischer gen. Fischer-Ludvigsen (* 10. Juni 1870 in Barmen (heute Stadtteil von Wuppertal); † 2. Oktober 1928 ebenda) war ein deutscher Architekt. Erhaltene Bauwerke sind als Baudenkmale geschützt. Sein eigenes entworfenes Haus wurde in der Nacht vom 29. auf den 30. Mai 1943 bei dem Luftangriff auf Barmen zerstört.

## Leben und Wirken
Fischer, jüngster Sohn des Architekten Gerhard August Fischer (1833–1906), studierte Architektur an der TH Hannover, wo er Mitglied des Corps Ostfalia wurde. Nach seiner Ausbildung zum Architekten zunächst im Büro seines Vaters tätig, oft fungierte er bei den Bauten als Bauleiter. Teils führte er auch eigene private Aufträge aus, ab 1905 war er ganz als Privatarchitekt tätig. In die Dienste der Stadt Barmen trat er am 16. Oktober 1910 ein, dort unter der Leitung von Stadtbauinspektor Paul Eduard Freygang war er zugleich mit seinen Kollegen Julius Dicke, W. Huxhold und Eugen Rückle mit zahlreichen städtischen Hochbauvorhaben betraut. Bei der Baupolizeiverwaltung Barmen war Fischer um 1918 tätig. Aus Krankheitsgründen musste er 1927 seinen Beruf aufgeben.
Fischer war mit Clara Ludvigsen verheiratet.

## Bauwerke (Auswahl)
- 0000–1902: Wiederaufbau des Schloss Burg in Burg an der Wupper (heute Solingen), Schloßplatz 2, Unterstützung seines Vaters.[2]
- 1904–1905: Wohnhaus, Luisenstraße 1a (Heute An der Bergbahn), Barmen, erbaut für ihn selber[1] (nicht erhalten, zerstört 1943)
- 1904–1905: Evangelische Pauluskirche in Langendreer, Langendreerstraße 74, Bochum, erbaut zusammen mit Gerhard August Fischer für die Evangelische Kirchengemeinde Langendreer[5]
- 1904–1905: Evangelische Lutherkirche in Langendreer, Alte Bahnhofstraße 166, Bochum, erbaut zusammen mit Gerhard August Fischer für die Evangelische Kirchengemeinde Langendreer[5]
- 1911–0000: Kirche Sankt Raphael, Henkelstraße 21, Barmen, erbaut für die Pfarrgemeinde St. Raphael[1]
- 1914–0000: Ehrenfriedhof Barmen, Lönsstraße, Barmen, Beteiligung an der städtischen Anlage[6]
- 1925–1927: Pfarrhaus der Katholischen Kirchengemeinde St. Marien, Sankt-Martins-Weg 1, Barmen[1]
- 1926–0000: Entwurf für eine Gedenktafel zum Tode seines Vaters vor 20 Jahren[7]
- 1930–1931: Kirche St. Marien, Amselstraße, Barmen, erbaut für die Katholische Kirchengemeinde St. Marien[1] (Bauausführung nach dem Tode Fischers durch Felix Dahmen)

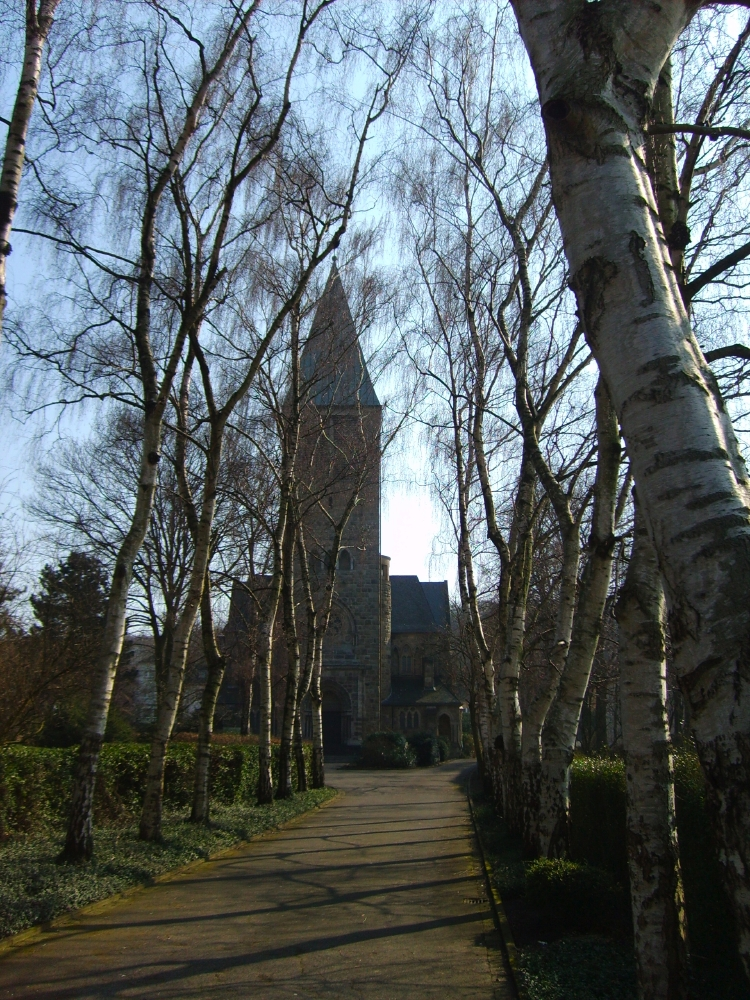
Sankt Raphael